# Patrice Warrener

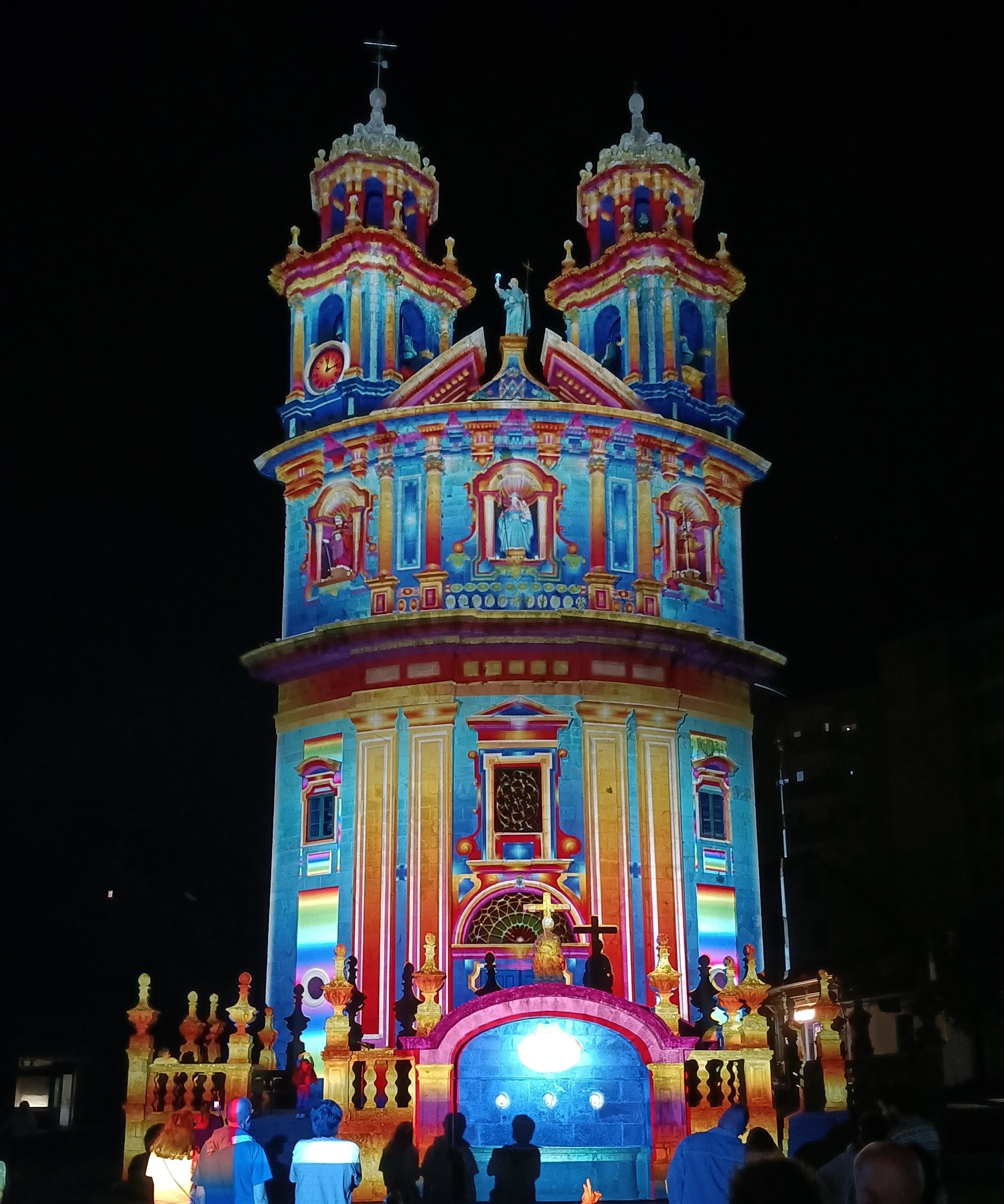
Tercera proyección. Iglesia de la Virgen Peregrina de Pontevedra.

Patrice Warrener es un artista de iluminación arquitectónica francés, conocido principalmente por su sistema de iluminación policromática Cromolite. Warrener ha realizado más de 60 instalaciones de cromolitos en los últimos quince años, iluminando edificios en casi una docena de países. La obra de Warrener ha influido en el creciente número de Festivales de la Luz en muchas ciudades del mundo declaradas Patrimonio de la Humanidad.

## Trayectoria
Formado como impresor, Patrice ha dejado su huella en el mundo de los espectáculos de luz: primero, con la cooperativa francesa Open Light, y después con su colaboración con el músico inglés y pionero de la música electrónica, Tim Blake, con quien introdujo los efectos de iluminación láser en sus espectáculos Crystal Machine a principios de los años 70.
En 2016, Warrener iluminó el frente de la Abadía de Westminster de Londres con luz de colores proyectada sobre estatuas en el marco del festival Lumiere.
En 2025, del 20 al 22 de junio, Patrice Warrener iluminó la iglesia de la Virgen Peregrina en Pontevedra capital, durante los 3 primeros días de la 32 edición de la Bienal Internacional de Arte de Pontevedra.

## Cromolite
Se han realizado instalaciones de cromolitos para catedrales e iglesias, edificios públicos históricos, museos de arte moderno e incluso bancos.
El proceso de cromolitografía comienza con la recopilación de datos mediante una cámara fotográfica especialmente construida, meses de meticuloso trabajo artístico en pantallas de ordenador y, por último, la reproyección de la imagen, impresa en placas fotográficas de 24 x 24 cm, sobre el edificio desde una serie de proyectores de xenón de 6000 Kva hechos a medida, colocados discretamente, de modo que la fuente de luz parezca invisible.
Algunas de las catedrales y edificios góticos con intrincadas esculturas que fueron cromolitizados, estaban originalmente pintados. De este modo, la obra de Warrener puede considerarse como una restauración de edificios patrimoniales.

## Galería

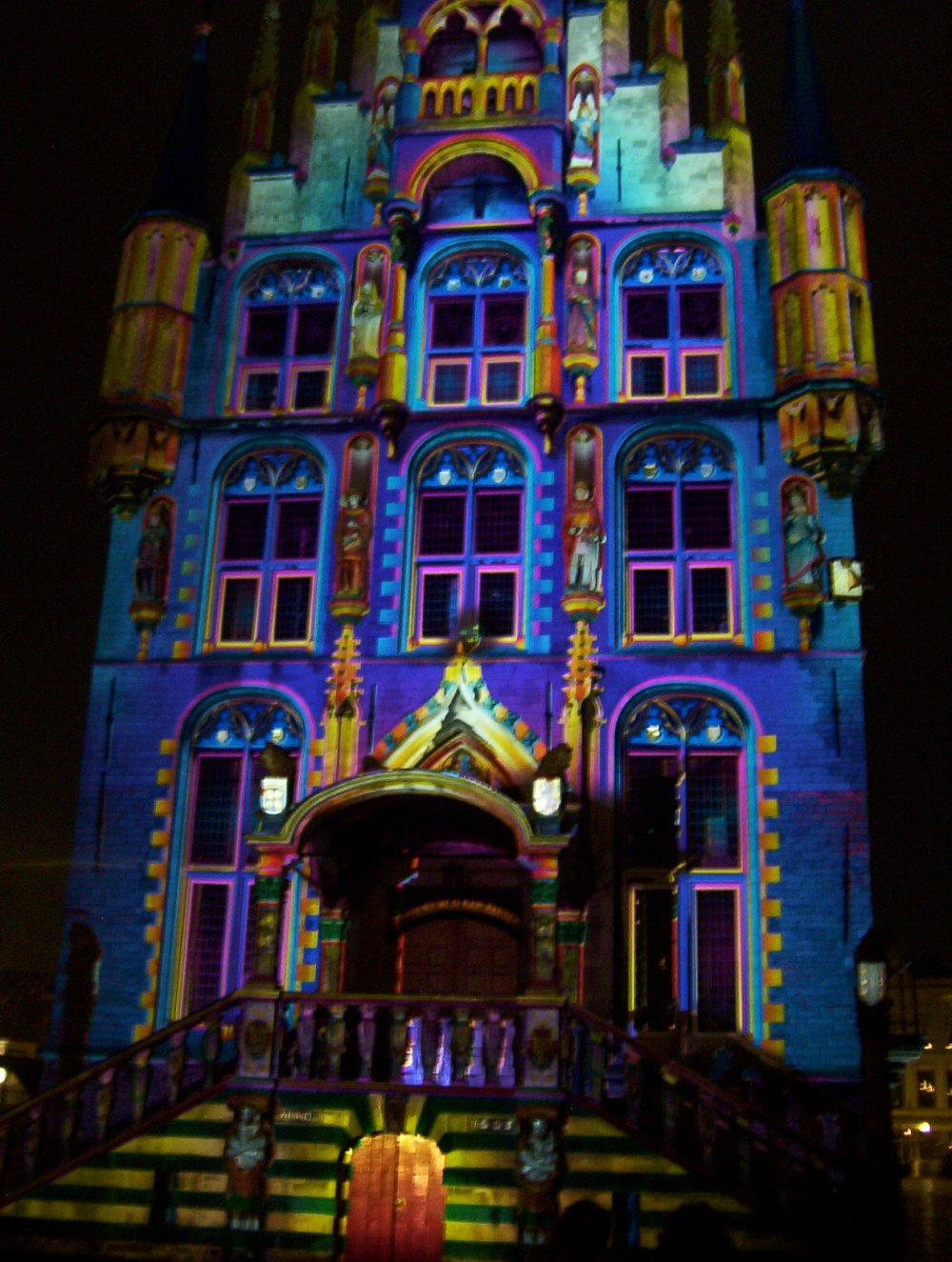
Primera proyección. Casa consistorial de Gouda.
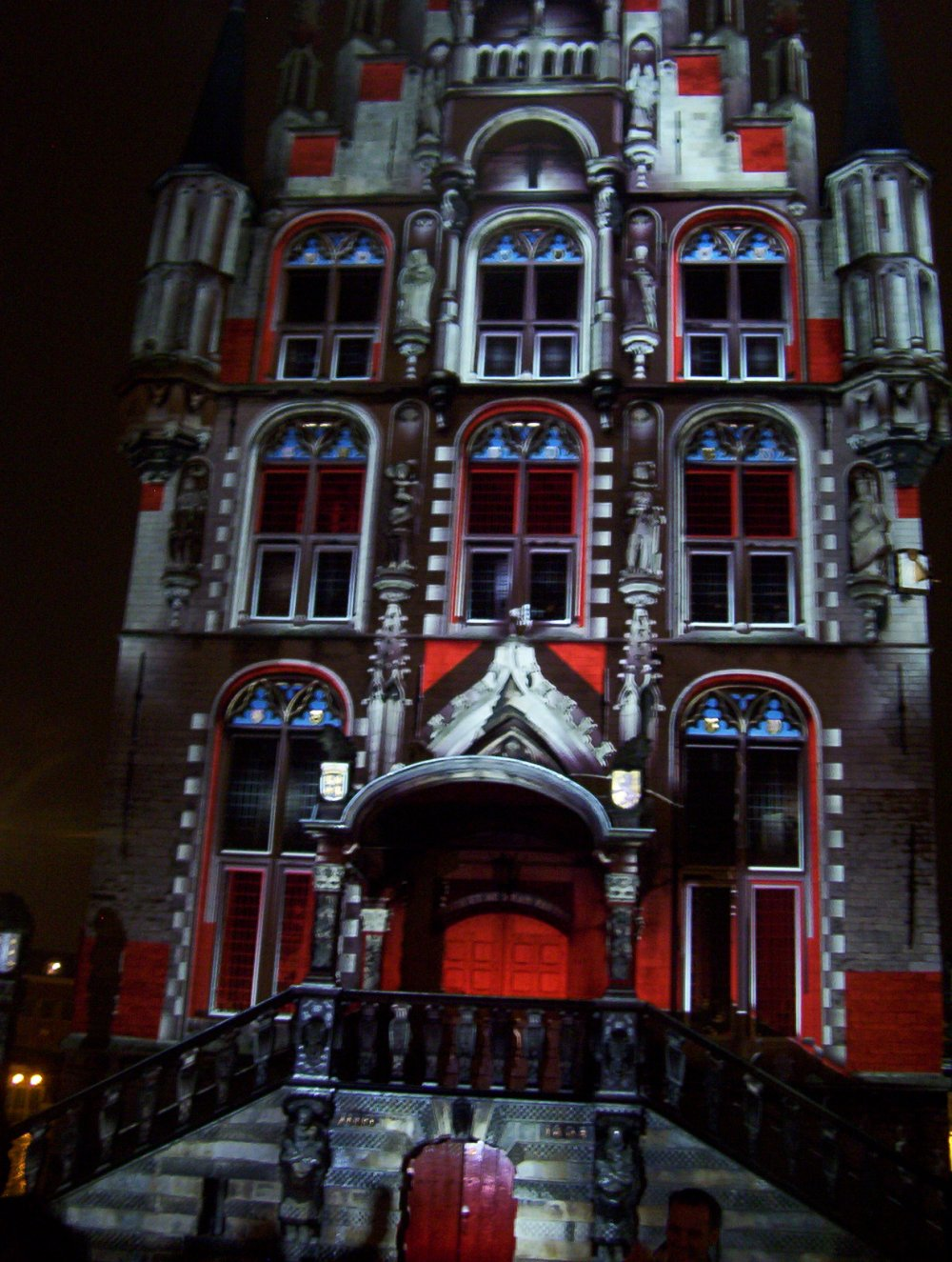
Segunda proyección
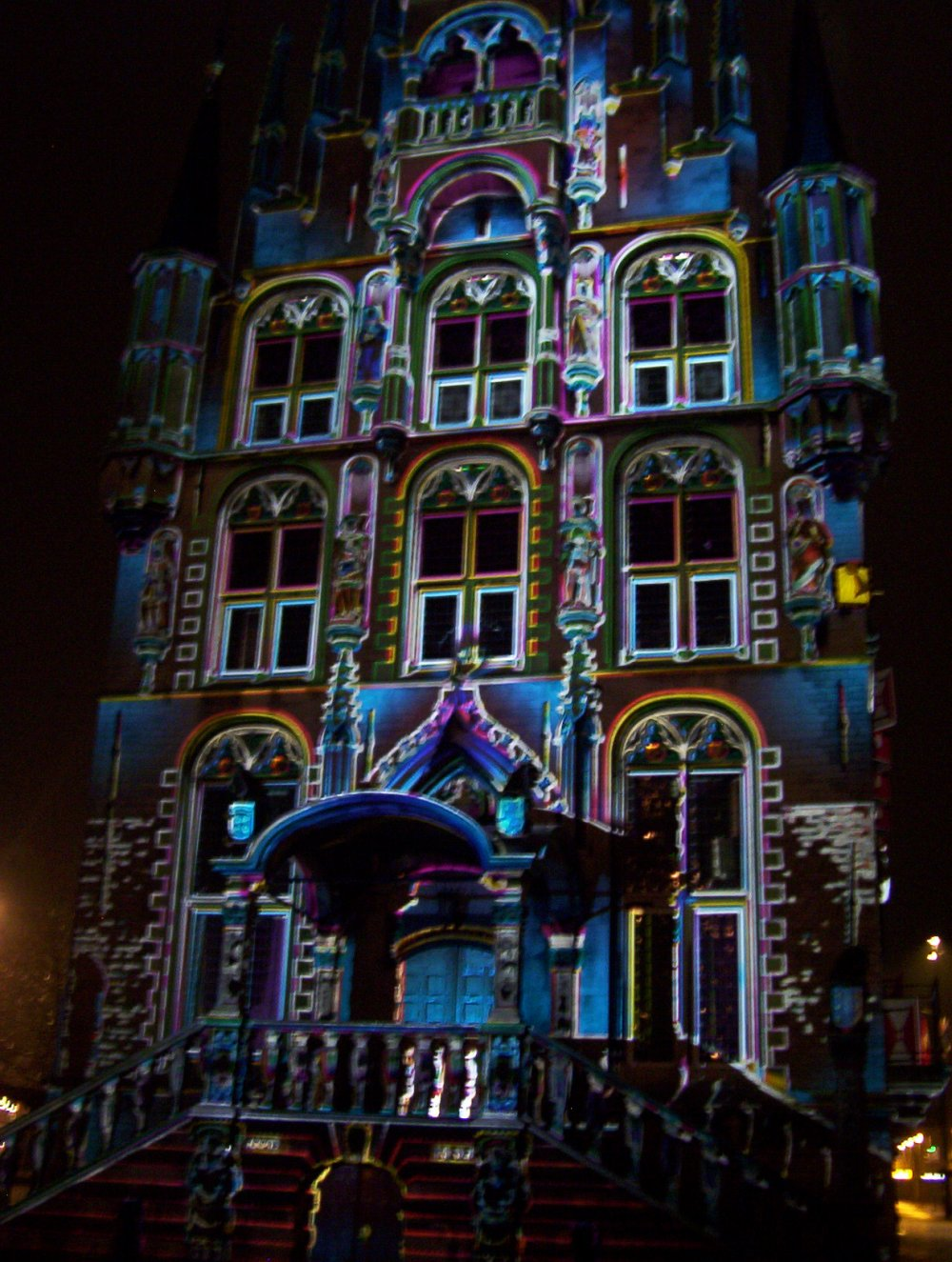
Tercera proyección
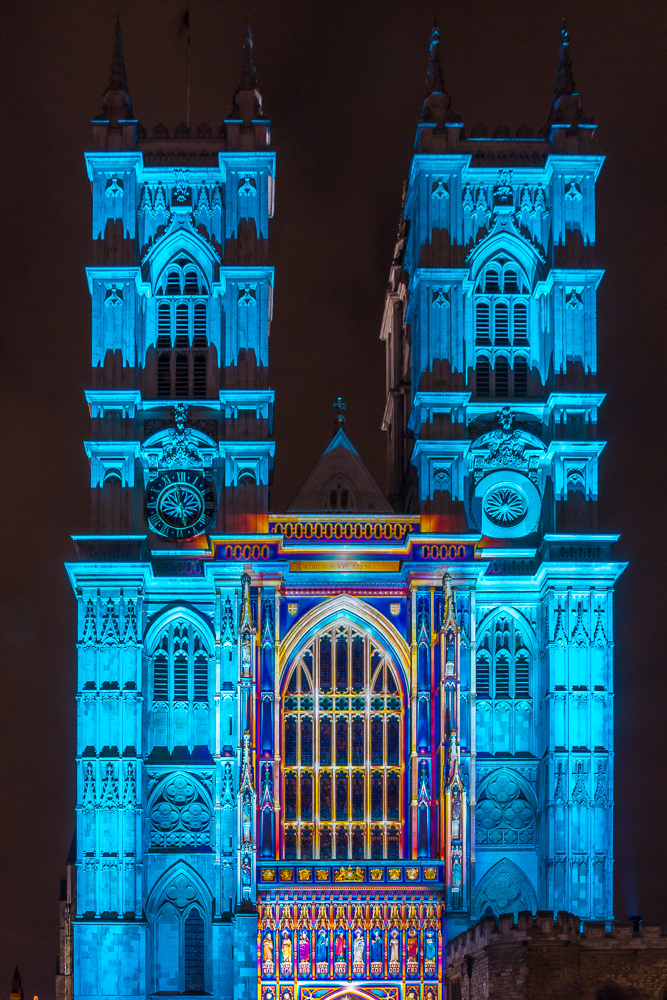
Luces de colores proyectadas sobre la Abadía de Westminster par el festival Lumière
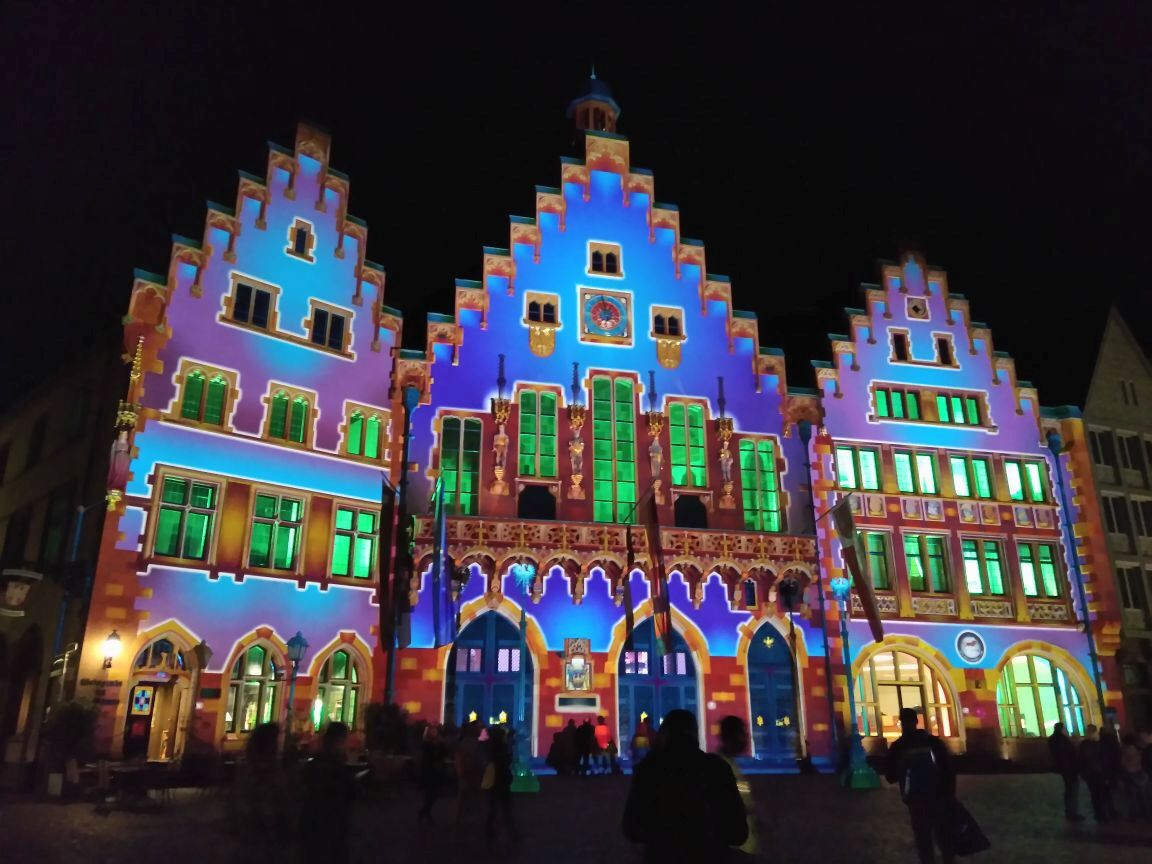
Römerberg (Fráncfort)